# Bodenterrein

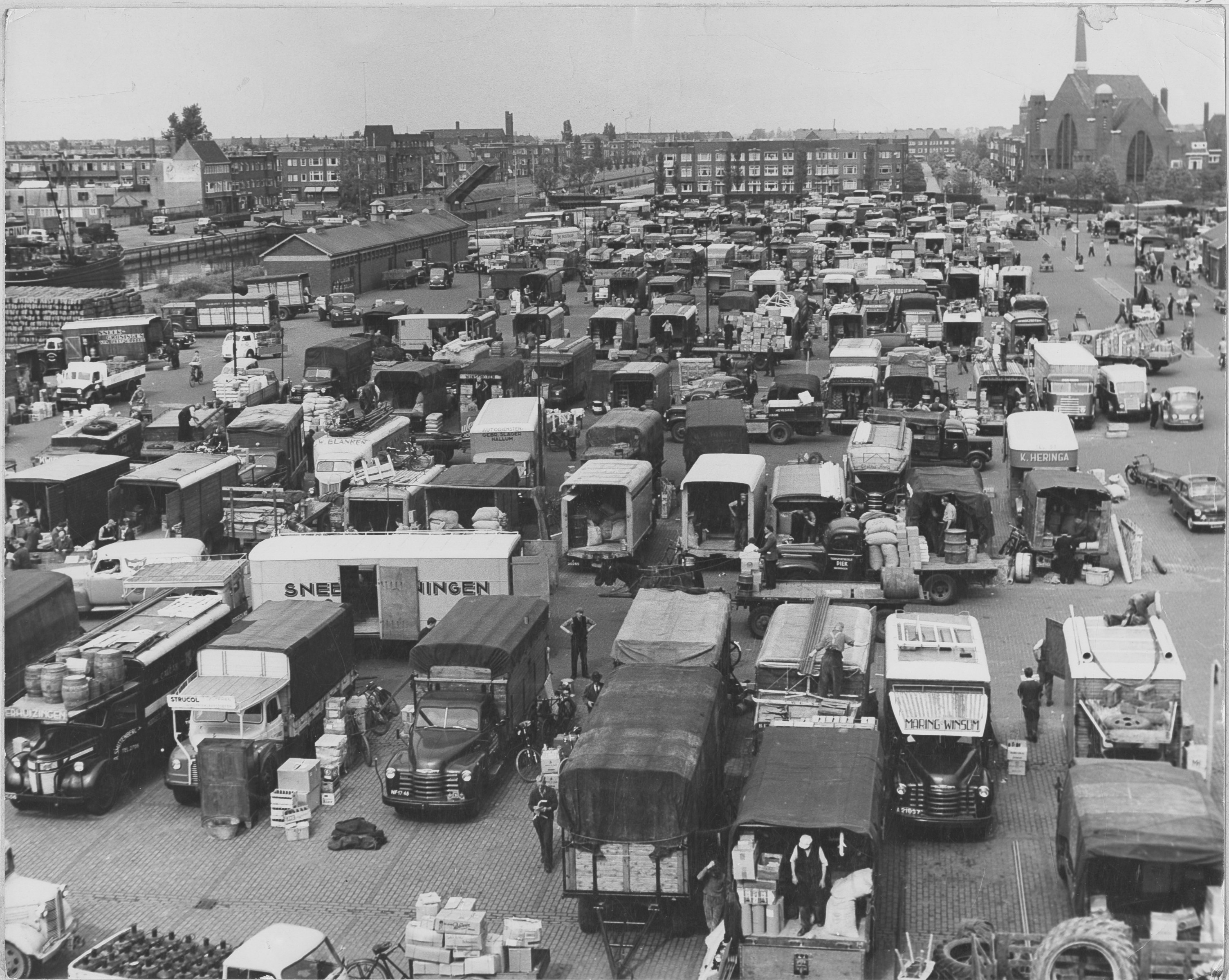
Het voormalige bodenterrein, tussen de Antonius Deusinglaan (rechts; tegenwoordig Vrydemalaan) en het Oosterhamrikkanaal (links). Op de achtergrond rechts de Oosterkerk. Foto K.H. Smit. ca. 1948-1958 (collectie Beeldbank Groningen).

Het Bodenterrein in de stad Groningen ligt tussen de Antonius Deusinglaan en het Oosterhamrikkanaal aan de oostzijde van de binnenstad. De naam verwijst naar de vroegere functie van het terrein, vanaf hier vertrokken de boderijders (vrachtrijders, expediteurs) naar bestemmingen in geheel Nederland. Het terrein heeft die functie verloren nadat op het industrieterrein Winschoterdiep een vervoerscentrum werd geopend in de zeventiger jaren. 
Sinds het vertrek van de boderijders was het terrein tot begin 2009 in gebruik als parkeerplaats voor het Universitair Medisch Centrum Groningen (UMCG).
Het Bodenterrein is nu onderdeel van het CiBoGa-gebied. Het zal voor een groot deel worden gebruikt voor de uitbreiding van het UMCG. Hierdoor zal de Antonius Deusinglaan als doorgaande weg komen te vervallen. In het verlengde van de Thomassen à Thuessinklaan is in 2011 de Vrydemalaan aangelegd, evenwijdig aan het Oosterhamrikkanaal.